# Agrégation
In Francia, l'agrégation (pronuncia francese: [aɡʁeɡasjɔ]) è un concorso pubblico nel sistema educativo francese. I candidati all’esame sono chiamati agrégatifs e  diventano agrégés una volta ammessi alla posizione di professeur agrégé.
In Francia, i professeurs agrégés si distinguono dai professeurs certifiés selezionati attraverso il CAPES. Gli agrégés possono insegnare nelle scuole superiori e medie (lycées et collèges), ma anche nelle università, nonché nelle classi preparatorie (CPGE), mentre i certifiés insegnano solo nelle scuole superiori e medie.
L'esame può richiedere più di un anno di preparazione. La difficoltà e la selettività (quota) variano da una disciplina all'altra: ci sono circa 300 di questi posti aperti ogni anno solo per la matematica, mentre per le discipline umanistiche i posti offerti sono molti di meno (a titolo di esempio 7 per la grammatica e 70 per la filosofia).
L'iscrizione è generalmente aperta solo ai titolari di un diploma universitario di cinque anni (master) o superiore, equivalente alla laurea magistrale italiana; non vi sono vincoli disciplinari per l'iscrizione: per esempio un laureato in matematica può iscriversi in Lettere Classiche e viceversa.
L'esame di concorso consiste generalmente in una sessione scritta (ammissibilità), composta da numerose dissertazioni e analisi di documenti.
I candidati che superano le prove scritte sono detti admissibles e devono sostenere le prove orali durante le quali dimostrano a una giuria (Jury) le loro capacità su qualsiasi argomento nell'ambito della  disciplina prescelta. Gli esami orali offrono l'opportunità di verificare che i candidati possiedano le abilità orali appropriate e padroneggino i principali esercizi della loro disciplina: ad esempio, nell'Agrégation di lettere classiche (francese, greco, latino), i candidati devono tradurre e commentare testi classici e testi dalla letteratura francese.

## Lista
Lingue moderne
- Agrégation d'allemand
- Agrégation d'anglais
- Agrégation d'arabe
- Agrégation de chinois
- Agrégation d'espagnol
- Agrégation d'hébreu moderne
- Agrégation d'italien
- Agrégation de japonais
- Agrégation de polonais
- Agrégation de russe
- Agrégation de portugais

Lettere e scienze umane
- Agrégation d'histoire
- Agrégation de géographie
- Agrégation de grammaire
- Agrégation de lettres classiques
- Agrégation de lettres modernes
- Agrégation de philosophie

Economia
- Agrégation de sciences économiques et sociales
  - option histoire et géographie du monde contemporain
  - option science politique et droit public
- Agrégation d'économie/gestion:
  - option A: économie et gestion administrative,
  - option B: économie et gestion compatible et financière,
  - option C: économie et gestion commerciale,
  - option D: économie, informatique et gestion.

Istruzione Scienze Naturali e Fisiche
- Agrégation de mathématiques
  - option informatique théorique
  - option statistique et probabilité
  - option calculs scientifique
  - option algèbre formelle
- Agrégation de sciences de la vie - sciences de la Terre et de l'Univers
- Agrégation de sciences physiques
  - option physique
  - option chimie
  - option physique appliquée
  - option procédés physico-chimiques

Insegnamento professionale e tecnico
- Agrégation de biochimie - génie biologique
- Agrégation de génie civil
- Agrégation de génie mécanique
- Agrégation de génie électrique
- Agrégation de génie informatique
- Agrégation de mécanique

Insegnamento artistico
- Agrégation d'arts
  - option arts plastiques
  - option arts appliqués
  - option histoire des arts
- Agrégation de musique

Insegnamento di educazione fisica
- Agrégation d'éducation physique et sportive

## Alcuni notiagrégés(e disciplina)
- filosofi Alain Badiou (filosofia), Henri Bergson (filosofia), Jean-Paul Sartre (filosofia), Simone de Beauvoir (filosofia), Raymond Aron (filosofia), Michel Foucault (filosofia) Jacques Derrida (filosofia), André Glucksmann (filosofia), Alain Finkielkraut (letteratura moderna), Luc Ferry (filosofia), Louis Althusser (filosofia), Simone Weil (filosofia), André Comte-Sponville (filosofia);
- antropologo: Claude Lévi-Strauss (filosofia), ecc;
- politici: Jean Jaurès (filosofia), Georges Pompidou (lettere), Alain Juppé (letteratura classica), Jacques Legendre (storia-geografia), Laurent Fabius (letteratura moderna), Marisol Touraine (scienze economiche e sociali), Bruno Le Maire (letteratura moderna), Aurélie Filippetti (letteratura classica), Laurent Wauquiez (storia), François Bayrou (letteratura classica), Xavier Darcos (letteratura classica), ecc;
- scrittori: Jacques Delille, traduttore di Virgilio, Julien Gracq (geografia-storia), Jules Romains, Daniel-Rops (geografia-storia), Henri Queffélec (lettere), Jean-Louis Curtis (inglese), Jean-Louis Curtis (letteratura moderna), Dominique Fernandez (lettere), ecc.;
- Studi classici: Jacqueline Worms de Romilly (lettere), ecc.
- matematico: Cédric Villani;
- fisici: Pierre-Gilles de Gennes vincitore del Premio Nobel per la fisica e Philippe Nozières;
- economista: Bernard Belletante.